# IC 4006
IC 4006 ist ein Stern im Sternbild Canes Venatici. Das Objekt wurde am 21. März 1903 von Max Wolf entdeckt und fälschlicherweise in den Index-Katalog aufgenommen.